# Aureil
Aureil é uma comuna francesa na região administrativa da Nova Aquitânia, no departamento de Alto Vienne. Estende-se por uma área de 10,17 km². Em 2010 a comuna tinha 1 026 habitantes (densidade: 100,9 hab./km²).